# Jerzy Pertek
Jerzy Pertek (ur. 26 marca 1920 w Czersku, zm. 8 lipca 1989 w Poznaniu) – polski pisarz marynista, dziennikarz i publicysta.

## Życiorys
Ukończył Gimnazjum im. Adama Mickiewicza w Poznaniu. Następnie podjął studia w Akademii Handlowej.
W latach 1946–1950 pracował w Zachodniej Agencji Prasowej, Wydawnictwie Zachodnim i Wydawnictwie Morskim, następnie w Wydawnictwie Ligi Morskiej i Wydawnictwach Morskich i Komunikacyjnych, a w latach 1954–1958 w delegaturze Wydawnictwa Ossolineum w Poznaniu.
Historyk z zamiłowania i badacz dziejów Polskiej Marynarki Wojennej, zwłaszcza w okresie międzywojennym i II wojny światowej. Opublikował około 2000 artykułów w prasie i czasopismach, periodykach fachowych i historycznych, a także ponad 50 książek i broszur (w tym Miniatur Morskich) o łącznym nakładzie ponad 2,5 mln egzemplarzy. Był redaktorem Wydawnictw Ligi Morskiej w Sopocie, Wydawnictwa Morskiego i działu wydawniczego Towarzystwa Przyjaciół Nauki i Sztuki w Gdańsku. Członek Rady Krajowej PRON w 1983 roku.
W poznańskim mieszkaniu, w którym tworzył i spędził ostatnie lata życia, powstała w 1992 z daru rodziny pisarza Izba Pamięci Jerzego Pertka. Zbiory te zostały przeniesione w 2004 do Biblioteki Raczyńskich w Poznaniu. Księgozbiór, jak i notatki dokumentacyjne, a także bogaty zbiór prasy marynistycznej są obecnie udostępniane do prac naukowych. Pochowany na poznańskim Cmentarzu Junikowskim.

## Odznaczenia
- Krzyż Komandorski Orderu Odrodzenia Polski
- Krzyż Oficerski Orderu Odrodzenia Polski
- Krzyż Kawalerski Orderu Odrodzenia Polski
- Złoty Medal „Za zasługi dla obronności kraju”
- Srebrny Medal „Za zasługi dla obronności kraju”
- Brązowy Medal „Za zasługi dla obronności kraju”

## Publikacje
- Wielkie dni małej floty
- Polacy na morzach i oceanach, t. 1 – tomu drugiego już nie zdążył napisać
- Pod obcymi banderami
- Dzieje ORP „Orzeł”
- Druga mała flota
- Od Dunkierki do Dakaru
- Okręty podwodne „Ryś”, „Żbik”, „Wilk”
- „Burza” weteran atlantyckich szlaków
- Królewski statek „Batory”
- Marynarze generała Kleeberga
- Mała flota wielka duchem
- Morze w ogniu 1939-1945
- Od Reichsmarine do Bundesmarine
- Zatopienie „Scharnhorsta” i „Tirpitza”
- „Barbarossa” na morzu 1941-1942
- Korsarze wyruszają na morza i oceany
- Rajdy niemieckich pancerników
- Bitwy konwojowe na arktycznej trasie
- Na Bałtyku, w Arktyce i na Morzu Czarnym
- Okręty pomocnicze, Miniatury Morskie (seria „Polskie okręty wojenne w latach 1920–1945”, zeszyt 18 i 19, Wydawnictwo Morskie, Gdynia, 1959).